# Actinidia hubeiensis
Actinidia hubeiensis är en tvåhjärtbladig växtart som beskrevs av H.M. Sun och R.H. Huang. Actinidia hubeiensis ingår i släktet aktinidiasläktet, och familjen Actinidiaceae. Inga underarter finns listade i Catalogue of Life.